# Volta a Llombardia 1967
La Volta a Llombardia 1967 fou la 61a edició de la clàssica ciclista Volta a Llombardia. La cursa es va disputar el diumenge 21 d'octubre de 1967, sobre un recorregut de 266 km. El vencedor final en fou l'italià Franco Bitossi (Filotex), que s'imposà davant el seu compatriota Felice Gimondi (Salvarani) i el francès Raymond Poulidor (Mercier-BP-Hutchinson).

## Classificació general
|    | Ciclista          | Equip                 | Temps   |
| -- | ----------------- | --------------------- | ------- |
| 1  | Franco Bitossi    | Filotex               | 6h54'50 |
| 2  | Felice Gimondi    | Salvarani             | + 31"   |
| 3  | Raymond Poulidor  | Mercier-BP-Hutchinson | m.t.    |
| -  | André Zimmermann  | Peugeot-Esso-Michelin | m.t.    |
| 4  | Wladimiro Panizza | Vittadello            | m.t.    |
| 5  | Adriano Passuello | Molteni               | m.t.    |
| 6  | Eddy Merckx       | Peugeot-Esso-Michelin | m.t.    |
| 7  | Guido De Rosso    | Vittadello            | m.t.    |
| 8  | Raymond Delisle   | Peugeot-Esso-Michelin | + 1'01" |
| 9  | Jan Janssen       | Pelforth-Sauvage      | + 1'29" |
| 10 | Bernard Guyot     | Pelforth-Sauvage      | + 1'31" |